# Cratere Romeo (Oberon)
Romeo è un cratere sulla superficie di Oberon.
Il cratere è dedicato all'omonimo personaggio della tragedia Romeo e Giulietta di William Shakespeare.